# Lissycasey
Lissycasey (iriska: Lios Uí Chathasaigh som betyder "Caseys fort") är en ort i grevskapet Clare på västra Irland. Den utgör halva församlingen Clondegad-Kilchrist.